# Hospodaření nestátní neziskové organizace

### Důvody vzniku NNO

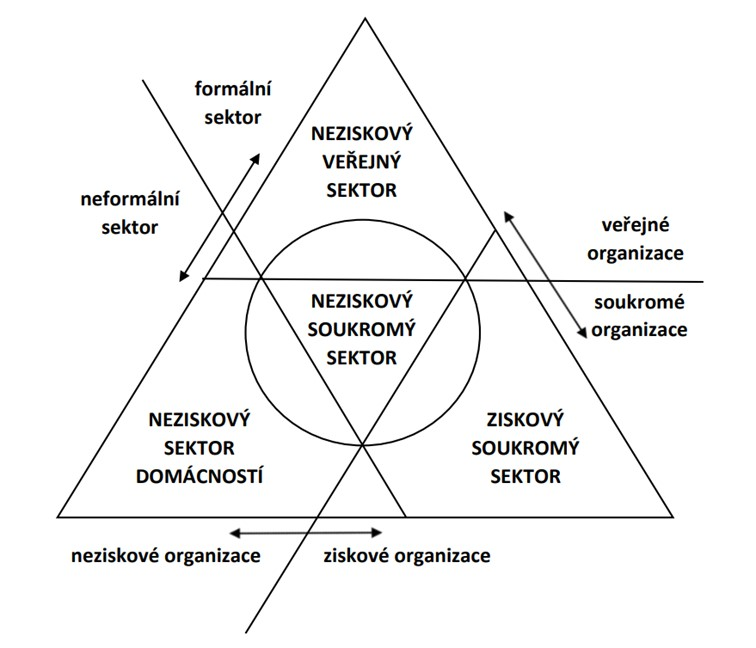
Trojúhelník zobrazuje postavení nestátních neziskových organizací v celé ekonomice.

Jedním z důvodů existence neziskového sektoru je to, že ziskové organizace nebo samotný stát nemohou určité činnosti poskytovat v tak velké míře, jako je poskytují organizace neziskové. Neziskové organizace uspokojují sociální potřeby společnosti například v oblasti kultury a sportu. Neziskové organizace se v ekonomice dají čímkoliv jiným těžko nahradit – mají nezastupitelnou roli, jelikož působí v oblastech, které nejsou pro subjekty ziskového sektoru výhodné ani výnosné, protože tyto oblasti nepřinášejí zisk. Stát také ani nemusí nabízet možnost poskytování služeb v dané oblasti na tržním principu, protože chce mít nad těmito službami dohled.
Ve vyspělých tržních ekonomikách se ale často řeší problémy, ke kterým dochází na trhu, přičemž mezi ty nejzávažnější patří problém neefektivní alokace zdrojů. Nástrojů pro alokaci zdrojů je hned několik, a kromě samotného trhu mezi ně patří i netržní alokační procesy, mezi které se řadí neziskový sektor. Na výše zmíněné důvody existence neziskového sektoru navazují také funkce, které by měl neziskový sektor naplňovat.
Mezi tyto funkce patří:
1. ekonomická: v rámci této funkce působí neziskový sektor v ekonomice všech vyspělých států, kde nabízí statky a služby, které poté občané mohou spotřebovávat ale také se v nich nechat zaměstnávat.
2. sociální: funkce sociální může svojí činností zasahovat do života společnosti, jelikož uspokojuje potřeby její a svých členů a také jim poskytuje statky nebo služby.
3. politická: v neposlední řadě politická funkce, skrz kterou mohou občané ovlivňovat politiku a mají možnost mít vliv na veřejné mínění.

## Principy financování NNO
Financování nestátních neziskových organizací je poměrně komplikované, jelikož v sobě slučuje velké množství různých prvků – ekonomické, marketingové, finanční, sociální i společenské. Jedná se o základní předpoklad dlouhodobého fungování NNO, protože každá organizace si musí určitým způsobem sehnat zdroje, které pokryjí její náklady na fungování a na její činnosti. Níže jsou představeny základní principy financování, které se ve společnosti používají. Každý z těchto principů má své konkrétní vlastnosti, například to, jak se organizace chovají ve vztahu NNO – klient – donátor (osoba, která poskytuje určité zdroje). Mezi tyto principy patří vícezdrojovost, samofinancování, fundraising, neziskové rozdělování zdrojů a v neposlední řadě daňové úlevy.

### Vícezdrojovost
Jedná se o základní princip financování NNO. Jde o zajištění více příjmů, aby NNO nebyla závislá na jednom zdroji financování. Hlavním smyslem tohoto principu je snížení rizika selhání jediného/hlavního zdroje financování. Zdroje financí mohou mít různé formy. Mohou být finanční (peníze), nebo nefinanční (dary, know-how atd); lze je získat z domácího nebo zahraničního zdroje. V praxi se používá kombinace výše uvedených typů, která přispívá k naplnění principu vícezdrojového financování.
Jelikož každá činnost neziskové organizace musí být kryta určitými zdroji, jsou v praxi rozeznávány různé typy zdrojů, které lze na financování aktivit NNO použít. V praxi poté dochází k různým kombinacím níže uvedených zdrojů.
Obecně se dají zdroje rozdělit podle kritérií takto:
- způsob získávání - interní (vlastní zdroje) a externí (cizí zdroje)
- charakter zdrojů - finanční zdroje (prostředky) a nefinanční zdroje (věcné dary, informace, know-how)
- původ zdrojů - domácí, místní zdroje a zahraniční zdroje
- financující subjekt - veřejné zdroje (státní správa, samospráva, mezinárodní instituce) a soukromé zdroje (nadace, podnikatelské subjekty, individuální dárci, církve)

### Samofinancování
Tento druh financování je velice důležitý z důvodu, že pomáhá organizaci zabezpečit finanční stabilitu a také zvyšuje její nezávislost (čím vyšší je míra samofinancování, tím vyšší je nezávislost dané organizace). Samofinancování také podporuje nezávislost organizace na ostatních finančních zdrojích. Jedná se například o poskytování služeb, prodej vlastních výrobků nebo příjmy z pronájmů movitého a nemovitého majetku a příjmy z členských příspěvků. Ve skutečnosti ale bohužel tyto příjmy z vlastní činnosti nejsou dostatečně vysoké, aby s nimi mohla organizace efektivně fungovat, a tak organizace čím dál častěji využívají fundraising.

### Fundraising
Jedná se o typ získávání finančních prostředků pomocí oslovování jednotlivých dárců, nejlépe s vyústěním v dlouhodobé vztahy, během kterých budou organizaci poskytovány nejen finance, ale také informace, znalosti, zkušenosti, know-how, dobrovolnická práce a podobně. Člověk, který se v organizaci o fundraising stará, se nazývá fundraiser. Musí plnit několik úkolů – vymyslet, kde prostředky získá, a hlavně jak je získá.
Získat je může například od:
- veřejných institucí (ministerstva, krajské a obecní úřady, velvyslanectví);
- nadací;
- klientů, kteří nakupují produkty organizace;
- jednotlivců nebo od firem;
- jiných soukromých organizací.

Když se fundraiserovi povede najít místo, odkud prostředky může získat, musí zvolit správný způsob, jak to udělat. Může například uspořádat veřejnou sbírku, benefiční akci, vytvořit projekt nebo sepsat žádost o grant nebo dotaci, telefonicky obvolávat dárce, osobně se s dárci setkat, prodávat vlastní výrobky a služby, nebo například využít direct mail (poštovní kampaň). Ze všech zmíněných možností si profesionální fundraiser vybere ty, které se nejlépe hodí vzhledem k tomu, od koho chce prostředky získat.

### Neziskové rozdělování zdrojů
Tento princip je velice jednoduchý. Jde v podstatě o to, že jakýkoliv zisk, který daná organizace získá, nemůže být rozdělen mezi její členy nebo vlastníky. To znamená, že pokud organizace nějaké zisky (například z vedlejší hospodářské činnosti) má, musí je použít na chod hlavní činnosti, nebo na náklady s hlavní činností spojené. Tímto se neziskové organizace nejvíce odlišují od podnikatelského sektoru, kde si vlastníci vygenerovaný zisk mohou rozdělit. Aby byly neziskové organizace pozitivně vnímány společností a získaly si důvěru veřejnosti, je zapotřebí, aby si v tomto směru zachovaly transparentnost a veřejnost měla možnost vidět, jak je se ziskem NNO nakládáno. Klíčové je v tomto případě to, aby organizace byla kdykoliv schopna prokázat původ svých financí, na co byly zdroje použity atd. Tyto informace jsou velice důležité pro donátory, jelikož ten je díky nim schopen zjistit, jak je s jeho financemi zacházeno, kdy jsou čerpány a k čemu jsou použity. Na základě těchto zveřejňovaných informací se poté donátoři rozhodují i do budoucna, jestli budou danou organizaci dále podporovat. Pro organizaci jsou proto dobré jméno, důvěryhodnost a transparentnost jedněmi z nejdůležitějších hodnot. Pokud by tyto hodnoty organizace ztratila, může být i ohrožena její celková existence nebo její schopnost získat další nové zdroje.

### Daňové úlevy
Neziskové organizace mají v ČR několik daňových úlev, některé jsou pro NNO automatické, pro jiné musí NNO splnit určité podmínky. Základními daňovými úlevami jsou například osvobození od mnoha majetkových daní nebo osvobození příjmů v rámci hlavní činnosti. Mezi další možnosti daňových úlev se řadí daňové slevy – organizace mohou zaměstnávat zdravotně postižené občany a dávat jim tak prostor na trhu práce. Ve vyspělých zemích, jsou vytvořeny určité speciální režimy daňové politiky týkající se nestátních neziskových organizací.
Pokud se daňové výhody poskytované NNO shrnou, dají se rozdělit na tři režimy:
- osvobození finančních toků NNO od daní;
- úlevy na daních nestátním neziskovým organizacím;
- úlevy na daních přispěvatelům (donátorům).

## Finanční zdroje NNO
Financování všech neziskových organizací se liší podle jejich právní formy, neboť každá organizace má své vnitřní předpisy, ve kterých je určeno, jakým způsobem může zdroje na financování své činnosti získávat. Tyto zdroje jsou rozděleny do tří skupin: vlastní zdroje, cizí zdroje a potencionální zdroje. 

### Vlastní zdroje
Jsou to zdroje, které si organizace dokáže obstarat sama pomocí svých vlastních členů, opatřit si je svojí vlastní činností, a má přehled o tom, jak velké budou v dalším období. Mezi nejčastěji používané vlastní zdroje patří členské příspěvky, příjmy z vedlejší hospodářské činnosti, podnikání, příjmy z výkonu hlavní činnosti. Organizace není vázána tím, že by tyto zdroje musela někomu vracet (na rozdíl od některých cizích zdrojů), a každá organizace může svévolně vlastní zdroje ovlivňovat (určuje výši členských příspěvků; rozhodne se, zda bude pronajímat majetek atd.). Důležitou skutečností také je, že tyto zdroje je možné využít podle vlastního rozhodnutí, management organizace není vázán vůlí poskytovatelů těchto peněz. To lze vhodně využít při kombinaci různých zdrojů, kdy je třeba spojit vlastní zdroje s dalšími zdroji např. k dotaci ze státního rozpočtu při spolufinancování. 

### Cizí zdroje
Na rozdíl od vlastních zdrojů, cizí zdroje získává organizace pouze na určitou dobu, a poté je v budoucnu musí vrátit (většinou s úrokem). Proto by se využívání cizích zdrojů mělo co nejlépe zvážit, jelikož s sebou nese i určité riziko, že organizace nebude schopna plnit své závazky, což může poškodit nejen její finanční situaci, ale i celkovou pověst. Nejčastějšími poskytovateli cizích zdrojů jsou banky – půjčky.

### Potencionální zdroje
Jsou to takové zdroje, které může organizace potencionálně získat, použít je na své činnosti, a poté je nemusí vracet. Pokud bude organizace z těchto zdrojů hradit určitý projekt, nemůže ho uhradit celý z jednoho zdroje, ale musí použít pouze část a zbytek musí uhradit zdrojem jiným. Určité zdroje lze i kombinovat (například prostředky od obcí a krajů se státními zdroji), ale u některých zdrojů je takové to kombinování přímo ve smlouvě zakázáno.
Do skupiny potencionálních zdrojů se řadí:
- příspěvky od EU;
- přímé dotace ze SR;
- nepřímé dotace ze SR;
- příspěvky územních samospráv;
- příspěvky od nadací a nadačních fondů;
- firemní dárcovství;
- individuální dárcovství.

Je obvyklé, že organizace chce po svých členech platit každý rok členské příspěvky, tato povinnost vyplývá přímo ze stanov nebo statutu dané organizace. V tomto případě, pokud placení členských příspěvků vyplývá přímo ze stanov nebo jiného zřizovacího dokumentu, tak jsou členské příspěvky osvobozeny.